# Cerro El Zamuro
El cerro El Zamuro (10°23′55″N 68°46′35″O / 10.3987, -68.7765) es una formación de montaña ubicada en el corazón del parque nacional Yurubí, Yaracuy, Venezuela. A una altitud de 1.636 m s. n. m. el cerro El Zamuro es una de las montañas más elevadas en Yaracuy. Su arista se continúa hacia el norte con el cerro La Leonera (1.556 m s. n. m.).

## Geografía
El cerro El Zamuro se encuentra en un punto geográfico exclusivo en el extremo este de la sierra de Aroa al noreste de la ciudad de San Felipe. Debido a la gran incidencia en esta región de los vientos alisios provenientes del hemisferio norte, el clima es consistentemente húmedo con más de 2.000 mm de lluvias anuales. Esta zona de la sierra está siendo preservada oficialmente por la existencia del parque nacional Yurubí, a diferencia de la región occidental de la sierra.